# Mizuki Saitō
Mizuki Saitō (jap. 斉藤瑞己 Saitō Mizuki; ur. 1996 w Ōta) – japoński aerobik, dwukrotny mistrz świata, złoty medalista World Games, mistrz Azji.
Podczas Mistrzostw Świata 2016 rozegranych w Inczon zdobył złoty medal w występie solowym oraz srebrny w rywalizacji trójek. Dwa lata później w Guimarães powtórzył ten wyczyn w zawodach indywidualnych. Wystąpił również w rozegranym we Wrocławiu World Games 2017. Zajął tam w trójkach pierwsze miejsce.
Przygodę z gimnastyką zaczął w wieku pięciu lat. Na międzynarodowej imprezie zadebiutował podczas mistrzostw świata w Cancún. Jest absolwentem Uniwersytetu Gunma.